# グローバルCOEプログラム
グローバルCOEプログラム（グローバルしーおーいープログラム、Global COE Program）は、
日本の大学院の教育研究機能を一層充実・強化し、世界最高水準の研究基盤の下で世界をリードする創造的な人材育成を図るため、国際的に卓越した教育研究拠点の形成を重点的に支援し、国際競争力のある大学づくりの推進を目的とする文部科学省研究拠点形成等補助金事業である。
2002年度から開始された21世紀COEプログラムの考え方を基本的に継承した。ただ、「21世紀」に比して採択件数を半減させる一方で、一採択拠点あたりに配分する補助金の額を倍増する点で、より競争的な制度になっている。

## 制度概要

### 背景
中央教育審議会答申「新時代の大学院教育」および科学技術基本計画において、より充実・発展させたポスト21世紀COEプログラムの実現の必要性について言及されており、文部科学省ではこれらを踏まえ、学際・複合・新領域も含めたすべての学問分野を対象とする、特に、産業界も含めた社会のあらゆる分野で国際的に活躍できる若手研究者の育成機能の抜本的強化と国際的に卓越した教育研究拠点の形成を図るために、グローバルCOEプログラムを実施することとした。

### 目的
日本の大学院の教育研究機能を一層充実・強化し、世界最高水準の研究基盤の下で世界をリードする創造的な人材育成を図るため、国際的に卓越した教育研究拠点の形成を重点的に支援し、もって、国際競争力のある大学づくりを推進すること

### 公募対象
大学院研究科専攻（博士課程レベル）、大学附置の研究所、研究センター等 （なお、将来的な拠点構想が明確となっており、連携が拠点形成に必要不可欠である場合であって、一定の条件を満たす計画であれば、他の大学を含めた国内外の研究機関等と連携した取組も対象）

### 取組期間
原則5年間

### 支援規模
1件当たり5千万〜5億円程度/年 （分野等に応じた適正な規模の申請が期待され、5千万円以下の申請も可能）

### 採択数
分野毎に10〜15拠点程度／年

## グローバルCOEプログラム委員会
グローバルCOEプログラムは、グローバルCOEプログラム委員会により運営される。グローバルCOEプログラム委員会は独立行政法人日本学術振興会に設置されており、独立行政法人大学評価・学位授与機構（現大学改革支援・学位授与機構）、日本私立学校振興・共済事業団、財団法人大学基準協会の協力により運営されている。

### プログラム委員会委員
プログラム委員会委員は、グローバルCOEプログラム委員会委員選考会議により選考される。2012年度委員は次の通り。
- 安西祐一郎（副委員長）- 独立行政法人日本学術振興会理事長
- 勝木元也 - 独立行政法人日本学術振興会学術システム研究センター副所長
- 金澤一郎 - 宮内庁長官官房皇室医務主管
- 河田悌一 - 日本私立学校振興・共済事業団理事長
- 草間朋子 - 東京医療保健大学副学長
- 佐々木毅 - 学習院大学法学部教授
- 佐々木雄太 - 名古屋経済大学長
- 白井克彦 - 放送大学学園理事長
- 鈴木厚人 - 大学共同利用機関法人高エネルギー加速器研究機構長
- 鈴木基之 - 東京大学名誉教授
- 鈴村興太郎 - 早稲田大学政治経済学術院教授
- 立本成文 - 大学共同利用機関法人人間文化研究機構総合地球環境学研究所長
- 田中隆治 - 星薬科大学長
- 田中英彦 - 情報セキュリティ大学院大学長
- 玉尾皓平 - 独立行政法人理化学研究所基幹研究所長
- 知野恵子 - 読売新聞東京本社編集局編集委員
- 戸張規子 - 慶應義塾大学名誉教授
- 鳥居泰彦 - 慶應義塾学事顧問
- 中島尚正 - 学校法人海陽学園海陽中等教育学校長
- 納谷廣美 - 財団法人大学基準協会長
- 野上智行 - 独立行政法人大学評価・学位授与機構長
- 野依良治（委員長）- 独立行政法人理化学研究所理事長
- 濱田純一 - 東京大学総長
- 福山秀敏 - 東京理科大学副学長、総合研究機構長
- 松本紘 - 京都大学総長

計25名

### 専門委員
専門委員は、グローバルCOEプログラム委員会の中の選考委員会において、選考される。

### レフェリー
レフェリーは、グローバルCOEプログラム委員会の中の各分野別審査・評価部会において、選考される。

## 採択
文部科学省発表の審査結果による採択数上位校を以下に記す。
- 数値は「採択件数/申請件数」で記載。獲得額は2002年～2008年までを記載する[1]。

| 順 | 機関名       | 採択件数（件） | 採択件数（件） | 採択件数（件） | 採択件数（件） | 補助金 交付額 （千円） |
| 順 | 機関名       | 合計           | 2007年度       | 2008年度       | 2009年度       | 補助金 交付額 （千円） |
| -- | ------------ | -------------- | -------------- | -------------- | -------------- | ---------------------- |
| 1  | 東京大学     | 17             | 6              | 10             | 1              | 28,376,710             |
| 2  | 京都大学     | 13             | 6              | 6              | 1              | 22,248,500             |
| 3  | 大阪大学     | 12             | 7              | 4              | 1              | 16,871,760             |
| 3  | 東北大学     | 12             | 5              | 7              | 0              | 14,693,487             |
| 5  | 東京工業大学 | 09             | 5              | 3              | 1              | 12,393,720             |
| 6  | 早稲田大学   | 08             | 4              | 3              | 1              | 07,030,970             |
| 7  | 慶應義塾大学 | 07             | 3              | 4              | 0              | 11,999,750             |
| 7  | 名古屋大学   | 07             | 3              | 3              | 1              | 11,184,410             |
| 7  | 北海道大学   | 07             | 3              | 3              | 1              | 10,889,600             |
| 10 | 九州大学     | 05             | 2              | 2              | 1              | 08,050,180             |
| 11 | 神戸大学     | 03             | 1              | 2              | 0              | 05,066,817             |

### 平成19年（2007年）度
公募分野
5分野（生命科学、化学・材料科学、情報・電気・電子、人文科学、学際・複合・新領域）
申請数
111大学　281件
ヒアリング数
101件
採択数
28大学　63件
（生命化学13件、化学・材料科学13件、情報・電気・電子13件、人文科学12件、学際・複合・新領域12件）

### 平成20年（2008年）度
公募分野
5分野（医学系、数学・物理学・地球科学、機械・土木・建築・その他工学、社会科学、学際・複合・新領域）
申請数
130大学　315件
ヒアリング数
106件
採択数
29大学　68件
（医学系14件、数学・物理学・地球科学14件、機械・土木・建築・その他工学14件、社会科学14件、学際・複合・新領域12件）

### 平成21年（2009年）度
公募分野
1分野（学際・複合・新領域）
申請数
85大学　145件
採択数
9大学　9件
（学際・複合・新領域9件）